# Tortula galilaea
Tortula galilaea là một loài rêu thuộc họ Pottiaceae. Loài này được (Herrnst. & Heyn) Ezer & R.H. Zander mô tả khoa học đầu tiên năm 2016.